# Discografia di Elettra Lamborghini
La discografia di Elettra Lamborghini, cantante pop e reggaeton italiana, comprende due album in studio, un EP e tredici singoli, di cui due in collaborazione con altri artisti.

## Album in studio
| Anno | Titolo e dettagli | Classifiche | Certificazioni |
| Anno | Titolo e dettagli | ITA         | Certificazioni |
| ---- | --- | ----------- | -------------- |
| 2019 | Twerking Queen - Pubblicato: 14 giugno 2019 - Etichetta: Island, Universal - Formati: CD, download digitale, streaming | 3           | - ITA: Platino |
| 2023 | Elettraton - Pubblicato: 2 giugno 2023 - Etichetta: Island, Universal - Formati: CD, download digitale, streaming      | 22          |                |

## Extended play
| Anno | Titolo e dettagli |
| ---- | --- |
| 2021 | Twerking Beach - Pubblicato: 25 giugno 2021 - Etichetta: Island, Universal - Formati: CD, download digitale, streaming |

## Singoli

### Come artista principale
| Anno                                                                          | Titolo                                   | Classifiche | Certificazioni     | Album di provenienza              |
| Anno                                                                          | Titolo                                   | ITA         | Certificazioni     | Album di provenienza              |
| ----------------------------------------------------------------------------- | ---------------------------------------- | ----------- | ------------------ | --------------------------------- |
| 2018                                                                          | Pem Pem                                  | 6           | - ITA: Platino (2) | Twerking Queen                    |
| 2018                                                                          | Mala                                     | 13          | - ITA: Oro         | Twerking Queen                    |
| 2019                                                                          | Tócame (feat. Pitbull e Childsplay)      | 45          | - ITA: Oro         | Twerking Queen                    |
| 2019                                                                          | Fanfare (feat. Guè)                      | 34          | - ITA: Oro         | Twerking Queen                    |
| 2020                                                                          | Musica (e il resto scompare)             | 5           | - ITA: Platino (2) | Twerking Queen (El resto es nada) |
| 2020                                                                          | Hola Kitty (con Bizzey e La$$a)          | —           |                    | /                                 |
| 2020                                                                          | La isla (con Giusy Ferreri)              | 22          | - ITA: Platino     | /                                 |
| 2021                                                                          | Pistolero                                | 4           | - ITA: Platino (3) | Twerking Beach                    |
| 2021                                                                          | A mezzanotte (Christmas Song)            | —           |                    | Elettraton                        |
| 2022                                                                          | Caramello (con Rocco Hunt e Lola Índigo) | 3           | - ITA: Platino (4) | Rivoluzione                       |
| 2022                                                                          | Todo Pago (con Perro Primo e DT.Bilardo) | —           |                    | /                                 |
| 2023                                                                          | Mani in alto                             | 46          | - ITA: Platino     | Elettraton                        |
| 2024                                                                          | Dire fare baciare (feat. Shade)          | 70          |                    | /                                 |
| 2025                                                                          | Castigo (con Mayo)                       |             |                    | /                                 |
| "—" indica una pubblicazione non classificata o non pubblicata in quel paese. |                                          |             |                    |                                   |

### Come artista ospite
| Anno                                                                          | Titolo                                                          | Classifiche | Certificazioni     | Album di provenienza |
| Anno                                                                          | Titolo                                                          | ITA         | Certificazioni     | Album di provenienza |
| ----------------------------------------------------------------------------- | --------------------------------------------------------------- | ----------- | ------------------ | -------------------- |
| 2017                                                                          | Lamborghini RMX (Guè feat. Sfera Ebbasta e Elettra Lamborghini) | 1           | - ITA: Platino (4) | Gentelman            |
| 2020                                                                          | Whoppa (Tinie Tempah feat. Elettra Lamborghini)                 | —           |                    | /                    |
| 2023                                                                          | Delincuente (Boro Boro feat. Elettra Lamborghini)               | —           |                    | /                    |
| "—" indica una pubblicazione non classificata o non pubblicata in quel paese. |                                                                 |             |                    |                      |

## Altri brani entrati in classifica
| Anno | Titolo                                                   | Classifiche | Certificazioni | Album di provenienza |
| Anno | Titolo                                                   | ITA         | Certificazioni | Album di provenienza |
| ---- | -------------------------------------------------------- | ----------- | -------------- | -------------------- |
| 2019 | Corazón morado (Elettra Lamborghini feat. Sfera Ebbasta) | 11          | - ITA: Platino | Twerking Queen       |
| 2020 | Miami Ladies (Izi feat. Elettra Lamborghini e Guè)       | 60          |                | Riot                 |

## Video musicali
| Anno | Titolo                                            | Regista                   |
| ---- | ------------------------------------------------- | ------------------------- |
| 2017 | Lamborghini RMX (con Gué Pequeno e Sfera Ebbasta) | Igor Grbesic & Marc Lucas |
| 2018 | Pem Pem                                           | Jansen & Rodriguez        |
| 2018 | Mala                                              | YouNuts!                  |
| 2019 | Tócame (con Pitbull e Childsplay)                 | JMP                       |
| 2019 | Fanfare (con Gué Pequeno)                         | Igor Grbesic & Marc Lucas |
| 2020 | Musica (e il resto scompare)                      | Fabrizio Conte            |
| 2020 | La isla (con Giusy Ferreri)                       | YouNuts!                  |
| 2021 | Pistolero                                         | Fabio Jansen              |
| 2021 | A mezzanotte (Christmas Song)                     | Gianluca Catania          |
| 2022 | Caramello (con Rocco Hunt e Lola Índigo)          | Fabrizio Conte            |
| 2023 | Delincuente (con Boro Boro)                       | Igor Grbesic & Marc Lucas |
| 2023 | Mani in alto                                      | Fabio Jansen              |
| 2024 | Dire, fare, baciare (con Shade)                   | Fabrizio Conte            |

## Partecipazioni
Di seguito sono riportati gli album e le compilation dove è stato inserito almeno un brano della cantante.

### Album
| Anno | Titolo                  | Duetto           | Posizione massima | Provenienza            |
| ---- | ----------------------- | ---------------- | ----------------- | ---------------------- |
| 2022 | Mew Mew amiche vincenti | Cristina D'Avena | —                 | 40 - Il sogno continua |